# Хохловка (приток Нищенки)
Хохло́вка (Хохло́вский ручей, Кали́тниковский ручей, Кали́тенка) — малая река в Нижегородском районе Юго-Восточного административного округа Москвы, правый приток Нищенки. Своё название получила от деревни Хохловки и исторической местности Калитники. По состоянию на начало 2018 года речное русло убрано в подземный коллектор.
Длина с временным водотоком в верховьях достигала четырёх километров, постоянное течение устанавливалось на протяжении двух километров. Площадь водосборного бассейна составляла 2-2,5 км². Вероятно, река начиналась у пересечения улиц Мельникова и Сосинской и протекала на северо-восток через Калитниковский пруд. Далее водоток поворачивал на восток вдоль Большой Калитниковской улицы и проходил между улицами Новохохловской и Нижегородской. Устье располагалось в южном окончании улицы Нижняя Хохловка.